# Célia Merle
Célia Merle (* 18. März 1999 in Clermont-Ferrand) ist eine französische Triathletin und Duathletin. Sie ist Junioren-Staatsmeisterin Aquathlon (2016).

## Werdegang
Célia Merle wurde im Juli 2016 Junioren-Staatsmeisterin Aquathlon.
Im April 2017 wurde sie auch französische Vize-Staatsmeisterin Junioren im Duathlon.
Im Juli 2018 wurde die 19-Jährige in Estland Siebte bei der Europameisterschaft der Juniorinnen auf der Triathlon-Sprintdistanz (750 m Schwimmen, 20 km Radfahren und 5 km Laufen).
Im Juli 2021 gewann sie den Triathlon EDF Alpe d’Huez und sie konnte diesen Erfolg 2022 erfolgreich verteidigen.
Célia Merle lebt in Montpellier.
Ihre vier Jahre ältere Schwester Audrey Merle (* 1995) ist ebenso als Triathletin erfolgreich und startete 2016 für Frankreich bei den Olympischen Sommerspielen.

## Sportliche Erfolge
| Datum/Jahr    | Rang | Wettbewerb                                                       | Austragungsort | Zeit     | Bemerkung                                                                           |
| ------------- | ---- | ---------------------------------------------------------------- | -------------- | -------- | ----------------------------------------------------------------------------------- |
| 22. Juni 2024 | 6    | ETU Triathlon European Cup                                       | Wels           | 01:03:06 |                                                                                     |
| 29. Juli 2022 | 1    | Triathlon EDF Alpe d’Huez                                        | Alpe d’Huez    |          | Courte Distance (CD)                                                                |
| 30. Juli 2021 | 1    | Triathlon EDF Alpe d’Huez                                        | Alpe d’Huez    |          | Courte Distance (CD)                                                                |
| 11. Okt. 2020 | 7    | ETU Triathlon Mixed Relay Clubs European Championships           | Alhandra       | 00:22:25 | Mixed Relay (mit Audrey Merle, Romain Eliasse und Hugo Celerier) für Issy Triathlon |
| 24. März 2019 | 16   | ETU Triathlon European Cup and Iberoamerican Championships       | Huelva         | 02:11:38 |                                                                                     |
| 20. Juli 2018 | 7    | ETU Sprint Distance Triathlon European Championship Junior Women | Tartu          | 01:01:35 | Junioren-Europameisterschaft auf der Sprintdistanz                                  |
| 2. Sep. 2017  | 8    | FRA Triathlon National Championships                             | Quiberon       | 00:57:32 | Französische Triathlon-Staatsmeisterschaft; hinter der Siegerin Cassandre Beaugrand |

| Datum/Jahr   | Rang | Wettbewerb                                      | Austragungsort | Zeit | Bemerkung                                                               |
| ------------ | ---- | ----------------------------------------------- | -------------- | ---- | ----------------------------------------------------------------------- |
| 2. Apr. 2017 | 2    | FRA Duathlon National Championship Junior Women | Bondoufle      |      | Vize-Staatsmeisterin Junioren Duathlon (cadets); hinter Pauline Landron |

| Datum/Jahr    | Rang | Wettbewerb                                       | Austragungsort | Zeit | Bemerkung                          |
| ------------- | ---- | ------------------------------------------------ | -------------- | ---- | ---------------------------------- |
| 16. Juli 2016 | 1    | FRA Aquathlon National Championship Junior Women | Les Herbiers   |      | Junioren-Staatsmeisterin Aquathlon |

(DNF – Did Not Finish)